# Komuna e Kolçit
Komuna e Kolçit är en kommun i Albanien.   Den ligger i prefekturen Qarku i Lezhës, i den norra delen av landet, 50 km norr om huvudstaden Tirana.
I omgivningarna runt Komuna e Kolçit växer i huvudsak blandskog.  Runt Komuna e Kolçit är det ganska tätbefolkat, med 108 invånare per kvadratkilometer.